# ژان کربل
ژان کربل (فرانسوی: Jean Kerebel‎; ۲ آوریل ۱۹۱۸ – ۹ مارس ۲۰۱۰) دونده اهل فرانسه بود.